# برينو (باتافيا)
برينو  كان قائد كنانيفيتاس عندما التحقوا بالثورة الباتافية عند مصب الراين عام 69.